# Dendrophthora subtrinervis
Dendrophthora subtrinervis là một loài thực vật có hoa trong họ Santalaceae. Loài này được Urb. mô tả khoa học đầu tiên năm 1896.